# Sasna
Sasna je řeka 2. řádu na jihu Litvy v okrese Marijampolė, pravý přítok řeky Šešupė, do které se vlévá u vsi Surgučiai, 1,5 km jižně od obce Gavaltuva, a to do přehradní nádrže Antanavo tvenkinys neboli Gavaltuvos tvenkinys, 177,4 km od jejího ústí do Němenu. Pramení v lese Varnabūdės miškas, 1 km jihovýchodně od vsi Smalinyčia, 22 km západně od okresního města Prienai. Teče směrem západním, protíná cíp okresu Kazlų Rūda, protéká městečkem Sasnava, v něm rybníkem Sasnavos tvenkinys (13 ha), za ním začáná silněji meandrovat, za vsí Kantališkiai se stáčí k severu až k ústí do přehradní nádrže Antanavo tvenkinys. Průměrný spád je 219 cm/km.

## Historie
Sasna (Sassene) je zmiňována v popisu výprav křižáků ve 14. století

## Přítoky
- Levé:

| Hydrologické pořadí | Řeka                      | Délka (km) | Povodí (km²) | Vzdálenost od ústí (km) | Ústí kde     | Koordináty ústí                  |
| ------------------- | ------------------------- | ---------- | ------------ | ----------------------- | ------------ | -------------------------------- |
| 15010291            | Santaka* neboli Uosupėlis | 4,0        | 15,9         | 14,4**                  | Barštinė     | 54°38′39″ s. š., 23°30′34″ v. d. |
| 15010294            | S - 1                     | 4,5        | 6,1          | 5,9                     | Kantališkiai | 54°38′6″ s. š., 23°25′28″ v. d.  |
| 15010295            | Valčiuva                  | 13,8       | 43,1         | 5,2                     | Kantališkiai | 54°38′4″ s. š., 23°24′58″ v. d.  |

- Pravé:

| Hydrologické pořadí | Řeka    | Délka (km) | Povodí (km²) | Vzdálenost od ústí (km) | Ústí kde | Koordináty ústí                  |
| ------------------- | ------- | ---------- | ------------ | ----------------------- | -------- | -------------------------------- |
| 15010293            | Utalina | 5,3        | 10,0         | 14,3**                  | Barštinė | 54°38′39″ s. š., 23°30′34″ v. d. |

* V různých zdrojích není shody v tom, který tok je kterého přítokem, zda Santaka je přítokem Uosupėlisu nebo zda Uosupėlis je přítokem Santaky

** Ačkoliv zdroje uvádí různé vzdálenosti od ústí, ve skutečnosti oba přítoky ústí v tomtéž místě